# Fusako Urabe
Pour les articles homonymes, voir Urabe.
Fusako Urabe est une actrice japonaise.

## Biographie
Fusako Urabe a fréquenté le lycée Funabashi Futawa (ja) dans la préfecture de Chiba, où elle a participa à une production qui remporta le grand prix du concours national d'art dramatique des lycées (ja).
Elle fit ses débuts sur scène en 1998. Depuis lors, elle s'est principalement produite sur scène, mais a également joué dans des films.Bashing, où elle a  le rôle principal, fut sélectionné en compétition au Festival de Cannes 2005.

## Filmographie sélective

### Cinéma
- 2001 : Man Walking on Snow (en) de Masahiro Kobayashi
- 2003 : Café Lumière de Hou Hsiao-hsien
- 2005 : Bashing de Masahiro Kobayashi
- 2007 : Talk Talk Talk (film) (en) de Hideyuki Hirayama
- 2008 : Passion de Ryūsuke Hamaguchi
- 2012 : The Land of Hope de Sion Sono
- 2020 : Kaze no denwa de Nobuhiro Suwa
- 2021 : Contes du hasard et autres fantaisies de Ryūsuke Hamaguchi

### Télévision
- 2009 : Gaiji Keisatsu (en)
- 2013 : AIBOU: Tokyo Detective Duo (en)
- 2021 : Chef est un detéctive (ja) (sic)

## Théâtre
Liste non exhaustive
- 2001 : L'Amérique de Franz Kafka. Théâtre public de Setayaga (ja). Mise en scène : Osamu Matsumoto (ja)
- 2006 : La Maison de Bernarda Alba de Federico García Lorca. Théâtre 1010 (ja)
- 2010 : Crime et Châtiment de Fiodor Dostoïevski. Centre des arts de la scène Matsumoto (ja)
- 2011 : Les Bas-fonds de Maxime Gorki